# Атаманово (Красноярский край)
Атама́ново — село в Сухобузимском районе Красноярского края, административный центр Атамановского сельсовета. Расположено в 100 км к северо-востоку от краевого центра — города Красноярска.

## История
В середине XVII века отряды казаков, посланные Красноярским воеводой — Петром Протасьевым, основывали первые русские поселения на берегах Енисея. Так в 1647 году появилось село Атаманово, названное в честь своих основателей — атаманов Тюменцевых.

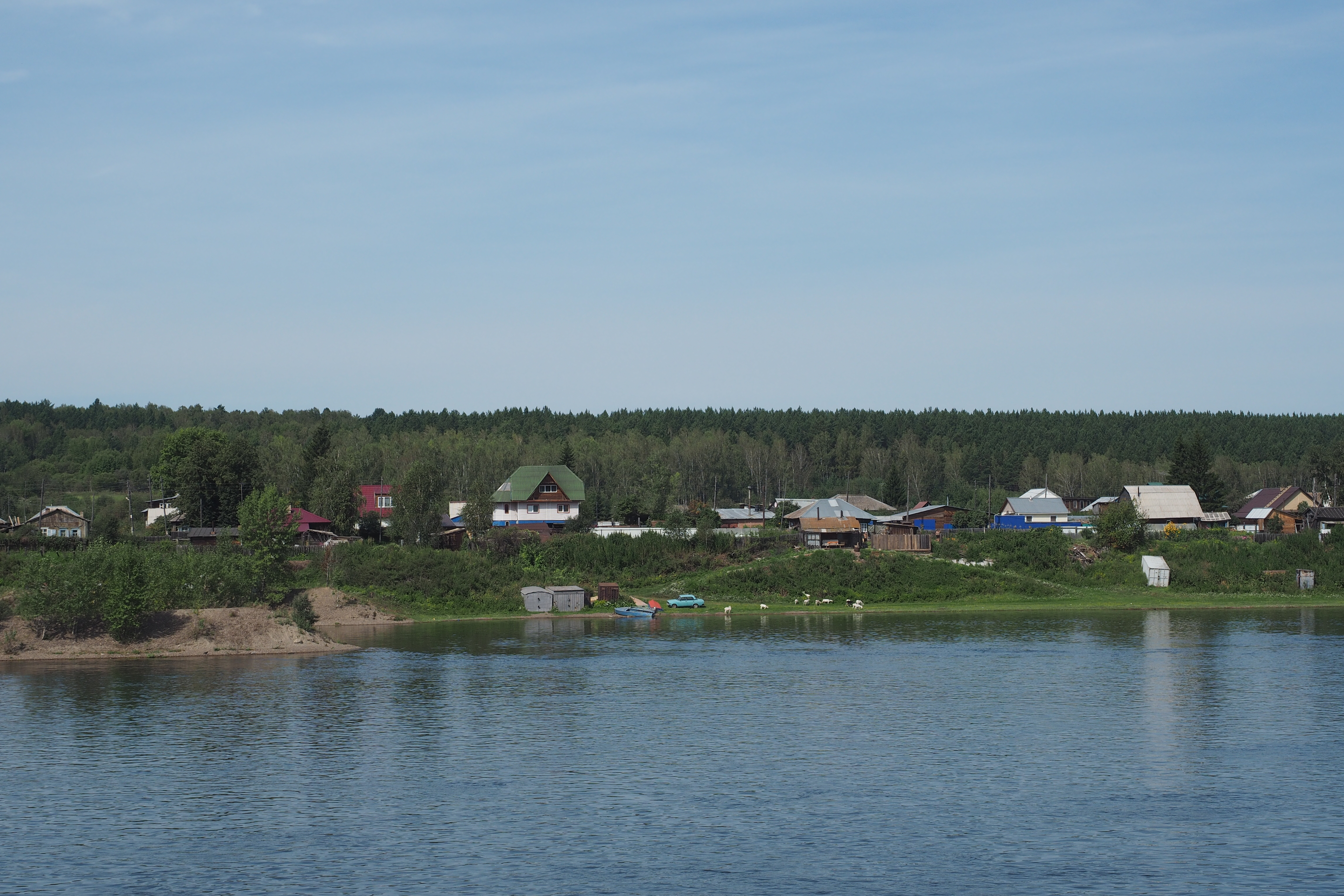
Вид на Атаманов с Енисея

## Население
| 2010 |
| ---- |
| 1968 |

## Экономика
Племзавод «Таёжный» — является одним из ведущих поставщиков молочных и мясных продуктов в Красноярском крае. Продукция племзавода: ряженка, сливки и многое другое, — выпускается под торговой маркой «Исток». На территории села зарегистрированы или находятся представительства 26 коммерческих организаций из них: 18 торговых, 4 организаций культурного сервиса, включая сферу обслуживания (в т.ч. ДСОК «Таёжный») и 4 производственных предприятий (в т.ч. «Goldman group» (ранее Группа компаний «Сангилен») , ЗАО «Племзавод Таёжный»).

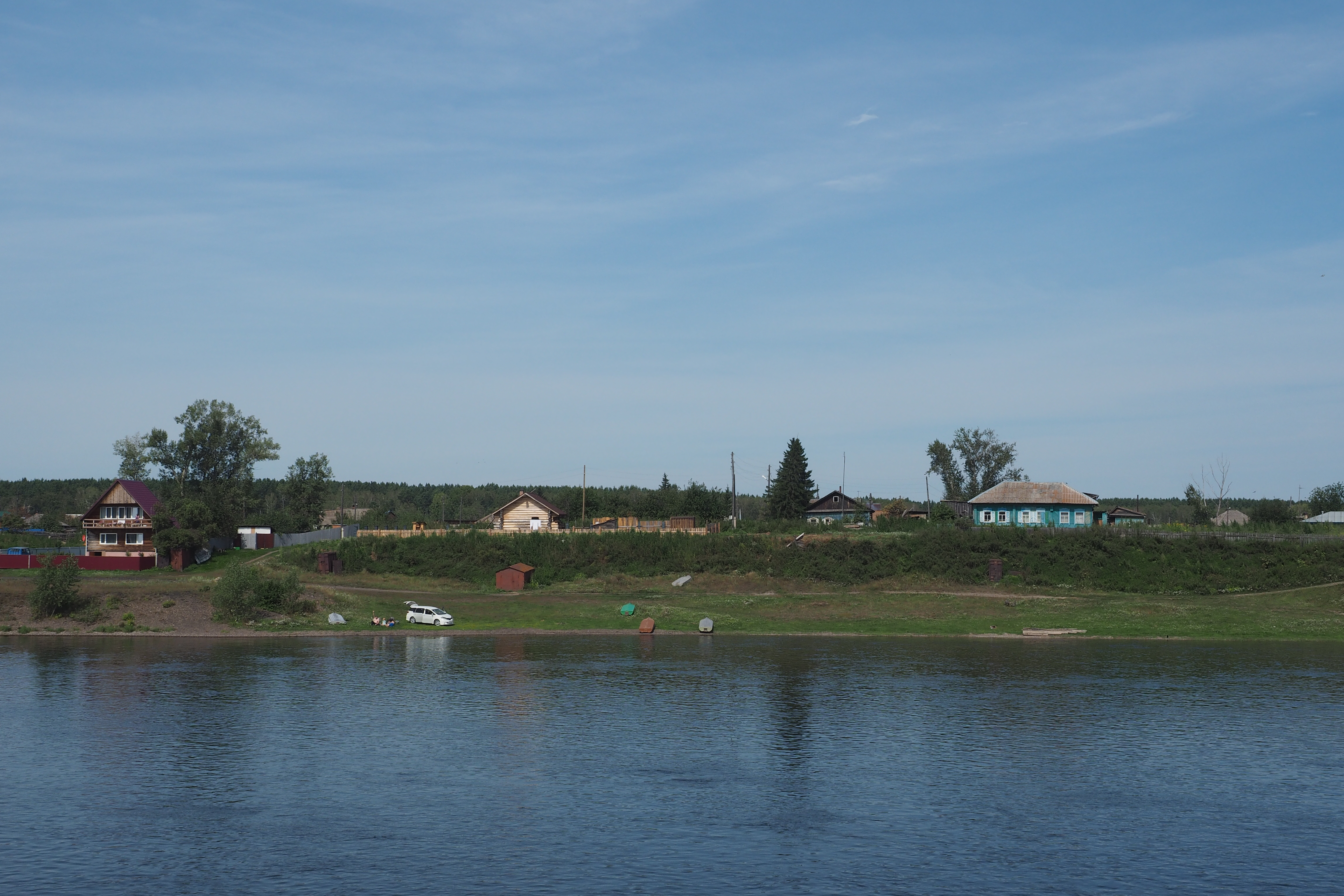
Вид на Атаманов о с Енисея

## Транспорт
Связь с краевым центром:
- Автодорога краевого значения Р409 «Красноярск — Енисейск» (2 категория, а/б) до села Миндерлы (47 км) или 44 км до поворота на Сухобузимское, минуя село Миндерлу).
- Автодорога районного значения К07 «Миндерла — Сухобузимское — Атаманово» (3 категория, а/б — 53 км). Всего 100 км от Красноярска.
- Водным путём по реке Енисею (87 км).

## Здравоохранение
- Атамановская участковая больница (на 30 коек).
- филиал №6 ККБУЗ ККПНД №1 г.Красноярска.

## Достопримечательности
- Детский спортивно-оздоровительный комплекс «Таёжный». В состав комплекса входят шесть лагерей, способных принять до 1680 детей за смену. ДСОК «Таёжный» называют «Сибирским Артеком» — берег Енисея, бор.

### Известные уроженцы
- Анатолий Степанович Дятлов (1931—1995) — заместитель главного инженера по эксплуатации Чернобыльской АЭС.
- Александр Михайлович Корольский (1902-1944) - Герой Советского Союза